# 1950년 FIFA 월드컵 선수 명단
다음은 1950년 FIFA 월드컵에 참가한 선수 명단이다.